# Luisia macrantha
Luisia macrantha är en orkidéart som beskrevs av Ethelbert Blatter och Mccann. Luisia macrantha ingår i släktet Luisia och familjen orkidéer. Inga underarter finns listade i Catalogue of Life.